# Independencia de África

Países de África agrupados por época de independencia mundial y la Conferencia de Bandung (Indonesia, 1955) comienza la independencia de África.

Posteriormente a la Segunda Guerra Mundial y la Conferencia de Bandung (Indonesia, 1955) comienza la independencia de África. El primer país en liberarse fue Ghana (1957) y antes de 1965 casi todos los demás países se habían independizado. Tras ello hay un compás de espera y, en 1975, se liberan parte de las últimas colonias africanas como el Sáhara español (descolonización no finalizada, debido a la ocupación marroquí y la inacción española e internacional), y Angola y Mozambique, conservándose aún hoy en día la soberanía europea anterior al Reparto de África de las Canarias, ligadas a la monarquía hispánica desde su conquista en el siglo XV y deseadas actualmente por el Reino de Marruecos como parte del Gran Marruecos, así como las ciudades autónomas de Ceuta y Melilla . En la misma situación poscolonial africana se encuentran las posesiones francesas de las llamadas Islas Dispersas, Mayotte y La Reunión; las posesiones británicas de Santa Elena, Ascensión y Tristán de Acuña; y las portuguesas Madeira y Porto Santo.
Tras la independencia, muchos  países cambian de nombre, e intentan redefinir sus fronteras. Pero las divisiones que establecieron los europeos son más estables de lo que parecen. El hecho de cómo entender el Estado y de hablar la misma lengua, la de la metrópoli, se ha revelado como una diferencia insuperable. Sin embargo, no son los conflictos fronterizos los más graves en la región, sino las luchas internas por el poder. Las dictaduras militares y la corrupción se instalan en casi todos los países. 
A pesar de la descolonización, las relaciones económicas con las antiguas colonias no continuaron siendo privilegiadas. Los países europeos controlan la vida económica, sin las presiones que conlleva la vida política. Los blancos que se quedan no son exactamente extranjeros, y la guía europea domina la sociedad. El neocolonialismo va desde la tutela efectiva al acuerdo económico, como la creación de la Commonwealth y la Francophonie. 
Francia tenía la mayor cantidad de colonias en África con 35 colonias, seguida de Gran Bretaña con 32. Como resultado de la descolonización, 32 países obtuvieron la independencia de Francia y 28 de la  Reino Unido.
Tras la descolonización, la metrópolis deja de invertir en la colonia, sobre todo en las obras públicas, y las infraestructuras creadas se deterioran. La guerra suele ahuyentar a los capitales de inversión, con lo que el país se descapitaliza. La negligencia administrativa y la corrupción no favorecen las nuevas inversiones, ni la creación de capitales autóctonos, con lo que estos países entran en crisis: y la pobreza y la miseria se afianzan en la sociedad, y se convierte en una lacra muy difícil de erradicar. 
Este proceso se inició tras el fin de la Segunda Guerra Mundial y se extendió hasta mediados de la década de 1970; estuvo marcado por cruentas guerras y por movimientos pacifistas, que derivaron en la formación de nuevos estados en África y en Asia.
Marruecos, Sudán, Libia, Túnez,entre otros países de África, lograron así la independencia política, no sin antes luchar duramente contra sus antiguas metrópolis Europeas. En algunos casos, como Ghana, la independencia se logró de manera pacífica; en otros, el proceso tuvo un carácter más violento, como en Argelia o el Congo. Las antiguas colonias portuguesas tuvieron un  proceso de independencia más tardía, recién a partir de 1974 Guinea Bissau, Cabo Verde y Mozambique pudieron conformarse como Estados independientes. La independencia no implicó el fin de los conflictos en África, donde las disputas étnicas y tribales, derivadas en parte de la división artificial de los dominios coloniales, han causado frecuentes guerras civiles, desestabilizando a los nuevos Estados.